# TT282
Le tombeau thébain TT 282 est situé à Dra 'Abou el-Naga', une partie de la nécropole thébaine, sur la rive ouest du Nil, en face de Louxor.
| n · M3 · Aa1 · t |

| n · M3 · Aa1 · t |

C'est le lieu de sépulture de Nakhtmin, également appelé Nakht, chef des archers, surveillant des terres du sud, qui a vécu pendant la XIXe dynastie, sous le règne de Ramsès II. 
Le propriétaire de la tombe s'appelle bien Nakhtmin ; initialement, Fischer a supposé que la tombe appartenait à Hékanakht, mais les titres ne semblent pas correspondre. La tombe a ensuite été supposée appartenir à Anhernakht, qui était probablement le fils de Nakhtmin et Tanedjemet.  
Des travaux ultérieurs de Lanny Bell montrent que la tombe appartient à Nakhtmin. La tombe contenait deux sarcophages qui n'ont pas de noms, mais des éléments dont un bouton en faïence et des ouchebtis sont inscrits au nom de Nakhtmin.  